# Oscar Adolf Beer
Oscar Adolf Beer, född 30 april 1881 i Stockholm, död 26 april 1919 i Uddevalla, var en svensk skogsman.
Oscar Adolf Beer var son till musikhandlaren Georg Wilhelm Beer. Han avlade mogenhetsexamen i Skara 1900, utexaminerades 1904 från Skogsinstitutet och blev därefter biträdande länsjägmästare i Älvsborgs län och länsjägmästare i Göteborgs och Bohus län 1907. Han kom att engagera sig för skogsplantering i de omfattande ljunghedarna i Göteborgs och Bohus län och organiserade skogsodlingsföreningar för att plantera granskog på dessa. Beer företog studieresor till grannländerna och var en av initiativtagarna till bildandet av Sydvästra Sveriges skogssällskap 1911 och en av stiftarna av Svenska skogsbrandförsäkringsbolaget 1914. Han utgav Ungdomens skogsbok, en läsebok om Sveriges skogar och deras vård, Ett sydsvenskt skogsbruk och flera upplysningsskrifter i skogsbruksfrågor. Beer är begravd på Norra kyrkogården i Uddevalla.